# Махнея
Махнея (укр. Махнея) — левый приток Десны, протекающий по Козелецкий район (Черниговская область, Украина); одна из рек, расположенных только в пойме Десны. Старое русло Десны, которое трансформировалось в самостоятельную реку вследствие русловых процессов.

## География
Длина — 19 км. Площадь бассейна — 35,4 км². 
Русло сильно-извилистое с крутыми поворотами. Долина реки сливается с долиной Десны. На протяжении всей длины связывается постоянными и временными водотоками с множеством озёр (например, в среднем течении с озером Бубнов, что поблизости к руслу). В нижнем течении русло переходит в озёра Подлесное и Колодница (с обрывистыми берегами без пляжей высотой 2-3 м) и далее впадает в основное русло Десны. 
Река берёт начало ответвляясь от основного русла Десны юго-западнее села Надиновка (Козелецкий район). Река течёт на юго-запад. Впадает в Десну (на 118-км от её устья) западнее села Самойловка (Козелецкий район).
Пойма занята заболоченными участками с лугами и кустарниками, очагами лесами (лесополосами).
Притоки (от истока к устью):
1. Вовк[2] (правый)
2. временные водотоки

Населённые пункты на реке (от истока к устью): нет.